# Barendorf

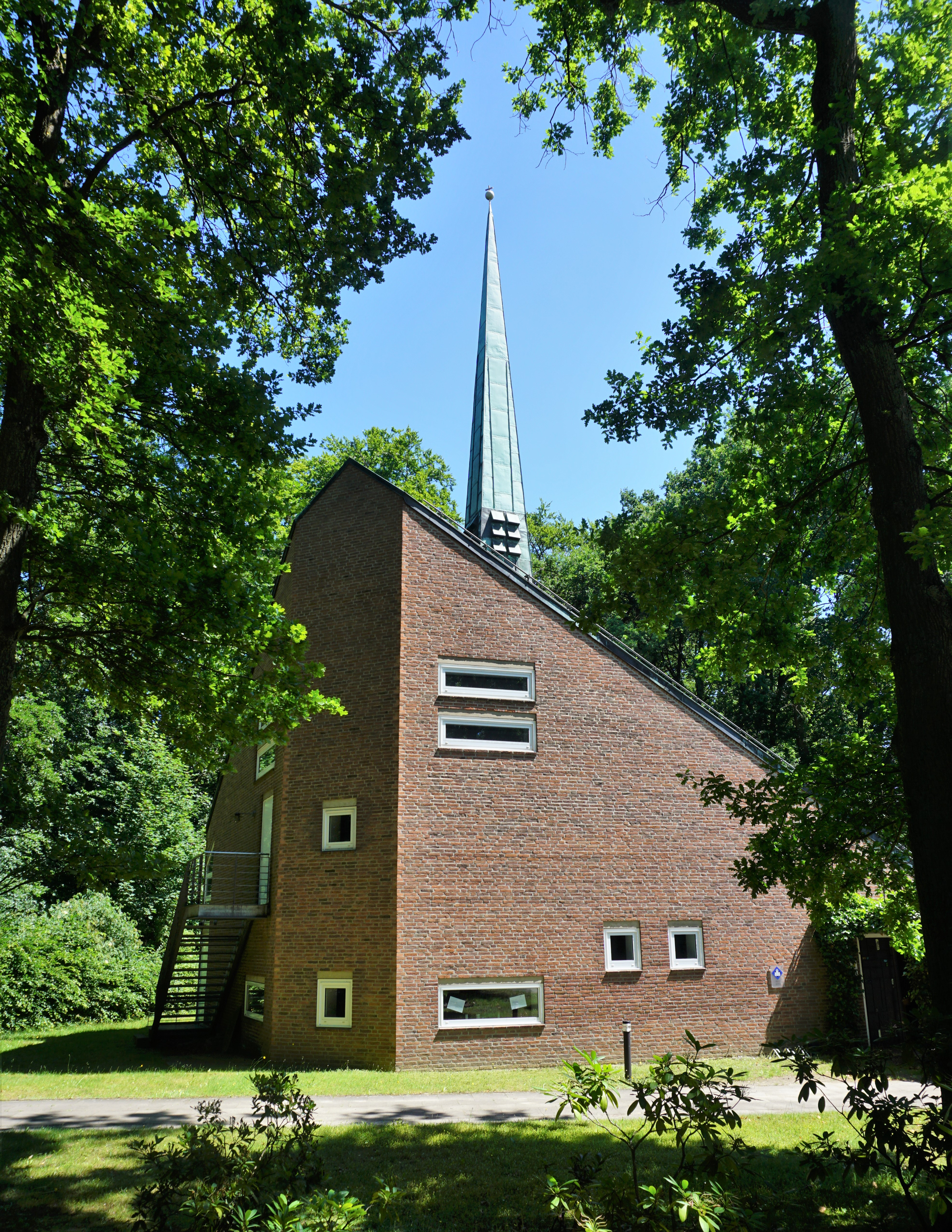
Matthäuskirche in Barendorf

Barendorf (niederdeutsch Borendörp) ist eine Gemeinde im Landkreis Lüneburg in Niedersachsen.

## Geografie

### Geografische Lage
Die Gemeinde ist seit dem 1. März 1974 Verwaltungssitz der Samtgemeinde Ostheide mit den Gemeinden Barendorf, Neetze, Reinstorf, Thomasburg, Vastorf und Wendisch Evern.

### Landschaft
Das Gebiet von Barendorf ist typisches Geestgebiet. Die Geest hat mit fast zwei Dritteln den größten Anteil an der Landschaft Niedersachsens. Sie bildete sich in mehreren Eiszeiten aus, als Gletscher mit Sand- und Kiesablagerungen und durch abfließendes Schmelzwasser eine Landschaft aus Moränen, Sandern und Urstromtälern entstehen ließen.
Barendorf besitzt keine nennenswerten natürlichen Gewässer. Der direkt an Barendorf vorbeiführende Elbe-Seitenkanal (seit 1976) verbindet den Hamburger Hafen mit dem Binnenland.

### Klima
Barendorf liegt in der gemäßigten Zone, ziemlich genau zwischen dem Einflussgebiet des maritimen Klimas der Nordsee und dem eher kontinentalen Inlandsbereich der Mark Brandenburg. Die statistische Jahresdurchschnittstemperatur liegt bei etwa 9 °C. Die Winter sind eher mild, mit gelegentlichen kurzen kontinentalen Kälteperioden, in denen durchaus Temperaturen unter −15 °C gemessen werden können. Die kältesten Monate sind Januar und Februar. Die Tagestemperatur im Sommer bewegt sich eher um gemäßigte 20–25 °C, wobei in den letzten Jahren häufig auch kontinentale Hitzeperioden mit Höchsttemperaturen von bis zu 38 °C gemessen wurden. Der wärmste Monat ist normalerweise der Juli.
Die durchschnittliche jährliche Niederschlagsmenge liegt in der Region nur bei etwa 500–600 mm. Nicht selten regnet es hier nicht oder nur wenig, wenn weiter seewärts (z. B. in Hamburg) ergiebige Niederschläge fallen. Für Barendorf selbst werden 643 mm angegeben. Die Niederschläge verteilen sich ohne größere Unterschiede auf die Jahreszeiten, das Maximum liegt im Juli.
Es herrschen Winde aus Südwest bis Nordwest vor. Die windreichste Zeit sind die Monate November bis Februar. Hier treten auch gelegentlich Stürme auf, die Schäden an Wäldern und Gebäuden anrichten können. Überschwemmungen, Erdbeben, vulkanische Aktivität und andere Naturgewalten fehlen.

## Geschichte
Nur wenige Kilometer vom heutigen Barendorf entfernt wurde eine Siedlung gefunden, von der nachgewiesen wurde, dass sie seit dem späten Bronzezeitalter von den Langobarden besiedelt worden war. Spätere Siedlungen sind auch den Sachsen zuzuschreiben, doch ist wegen deren Ähnlichkeit und friedlicher Durchdringung eine präzise Trennung weder archäologisch noch linguistisch möglich.
Beim Bau der Umgehungsstraße 2006 wurden Siedlungsspuren aus dem 1. Jh u. Z. gefunden. Bei Ausschachtungsarbeiten im westlichen Teil von Barendorf wurden 2015 Funde gemacht, die auf einen Siedlungsplatz aus der vorrömischen Eisenzeit (aus dem 3. Jh. v. u. Z.) hindeuten. Einige Funde wurden als Gargruben/Öfen gedeutet, andere waren bis zum Rand mit Steinen gefüllte Gruben, deren Zweck Archäologen bisher unbekannt blieb.
Die Entwicklung von Barendorfs als kleiner Flecken mit nur wenigen Bauernstellen war abhängig von Lüneburg als einer 956 gegründeten Stadt, die Hanse- und Salzstadt und Verwaltungszentrum der Region wurde.
Bardenthorpe selbst wurde 1158 das erste Mal urkundlich erwähnt, war zu diesem Zeitpunkt aber bereits ein Dorf. Lüneburg war zu diesem Zeitpunkt bereits welfisch. Es wird angenommen, dass Bar(d)endorf nach einem Mann (Bauern) namens (oder mit dem Beinamen) Bardo benannt wurde, ein Name, der andeutet, dass sein Träger Langobarde und kein Sachse war. (Nach einer anderen Theorie bezeichnet die lokale Bezeichnung Bardi allgemein einen (Nieder)deutschen im Gegensatz zu den slawischen Wenden; Barendorf liegt an deren lange Zeit stabiler Siedlungsgrenze). Es gibt ein sehr altes indoeuropäisches Wort barda mit der Bedeutung ‚Sumpfwasser‘, nach dem vielleicht ihrerseits die (Lango-)Barden ihren Namen haben, weil sie in einer wasserreichen Gegend siedelten. Wenn wir dieses Wort zugrunde legen, wäre Bardenthorpe der Ort am Rand eines sumpfigen Geländes. 1774 heißt das Gelände südlich des Dorfes in Rehen/in Räin, ein bruchiges Gelände; das neuere niederdeutsche Wort könnten das alte „barda“ verdrängt haben.
In der Urkunde aus dem Jahr 1158 schenkt Heinrich der Löwe, Herzog von Sachsen, das Dorf mit allen seinen Besitzungen dem Bischof von Ratzeburg. Ebenfalls Heinrich der Löwe genehmigt 1172 die Gründung des nahe gelegenen Klosters Lüne. (Das aus der heutigen Sprache nicht mehr deutbare Wort Lüne, dem wir auch in Lüneburg begegnen, geht auf das altsächsische hliuni zurück, das ‚Zufluchtsstätte‘ bedeutet.) 1291 kauft Herzog Otto Barendorf für drei Wagenladungen Salz zurück und verkauft es für die Summe von 400 Talern an das Kloster Lüne. Um 1300 ist von einem Barendorpe die Rede, das im „Goh Modestorpe scu Oldenbrugge“ gelegen ist. (Die aus dem Lüneburger Kern nach Barendorf führende Straße heißt noch heute Altenbrückertorstraße.)
1529 wurde Barendorf der Sitz der gleichnamigen Vogtei innerhalb des Amtes (eine neue, weltliche Verwaltungseinheit) Lüne; die Vogtei Barendorf verwaltete zu diesem Zeitpunkt „20 Dörfern und 2 einstendige Höfe, worin sich 153 pflichtige und 16 freie Hausstellen befanden“. (Die Vogtei Barendorf entspricht geographisch weitestgehend der heutigen Samtgemeinde Ostheide.)
Für Barendorf und die Nachbardörfer liegen für 1637, 1638 und 1639 Berichte über marodierende Soldatenbanden, Plünderungen, Brandstiftungen und Vergewaltigungen vor; viele Bauern versteckten sich in diesen Jahren in den Wäldern und wagten sich nicht auf ihre Höfe zurück.
Lüneburg und sein Umland waren von 1757 bis 1759 französisch besetzt. Erneut litten die Bauern unter Steuern und Soldatenaushebungen, wenn auch das Ausmaß des Leids im Dreißigjährigen Krieg nicht erreicht wurde. (1774 wurde das Dorf nach barocker Manier Bahrendorff geschrieben.) Zwischen Barendorf und Lüneburg verlief während der französischen Besetzung unter Napoleon zeitweise die Grenze zwischen dem Kaiserreich Frankreich und dem Königreich Westphalen längs der Lüneburger Landwehr. Die Lüneburger Landwehr diente mit als Vorbild für das Barendorfer Wappen im oberen Bereich. Im unteren Bereich werden durch die Sterne die sechs Barendofer Höfe dargestellt. Vor der Verkopplung waren es sechs Höfe, nachdem das Gut gebildet wurde, kamen zwei Abbauerstellen dazu, so dass es wieder sechs Höfe waren.
Das älteste Haus in Barendorf, das spätere Gutsinspektorenhaus, wurde 1784 errichtet. Die Verkopplung der Barendorfer Feldmark erfolgte 1828.
Aus den Höfen Küster, Clasen und Suhrke entstand durch C. von Dassel 1847 das Gut Barendorf. Ab 1889 wechselte mehrfach der Eigentümer. 1889–1910 war es Rittmeister Kommalein, dessen Schwiegervater Johann Cornelsen es für ihn erworben hatte. Es folgte 1910 Herr Juister, ein Rückwanderer aus Argentinien; dann 1915–1918 Oberamtmann Ungnade und August 1918 bis Oktober 1918 Hauptmann Bachmann. Am 11. Oktober 1918 übernahm die Familie Heinrich Bockelmann (ein Enkel ist Jürgen Udo Bockelmann bekannt als Udo Jürgens) das Gut Barendorf bis zur Aufteilung und Auflösung. 1953 wurde auf dem Gut im Herrenhaus die ländliche Bildungsstätte eingerichtet, die heute unter dem Namen Bildungs- und Tagungsstätte Ostheide in Barendorf weitergeführt wird. Im angrenzenden Gutspark (Privatbesitz) ist eine Süntel-Buche zu sehen sowie ein historisches Badehaus mit Badeteich.
Die ev.-luth. Matthäuskirche in Barendorf, eine der vier Kirchen im Kirchspiel Reinstorf, wurde im Jahr 1965 fertiggestellt. Sie dient den vielen Neubürgern und Zugezogenen sowie den Einheimischen in Barendorf als kirchliches Zentrum.
Neu Reinstorf, auch Kivit genannt (das ehemalige Wegewärterhaus auf der Südseite der B 216) wurde von der Gemeinde Reinstorf nach Barendorf umgemeindet.
Barendorf blieb im Zweiten Weltkrieg ohne bauliche Schäden. Am 18. April 1945 nahmen Panzer der britischen Armee im Verlauf einer Offensive Barendorf kampflos ein. Am 4. Mai 1945 wurde unweit von Barendorf auf dem Timeloberg („Victory Hill“, 80 m) bei Wendisch Evern die Teilkapitulation der Wehrmacht für Nordwestdeutschland, Dänemark und die Niederlande unterzeichnet.

## Politik
Die Gemeinde Barendorf gehört zum Landtagswahlkreis 48 Elbe und zum Bundestagswahlkreis 38 Lüchow-Dannenberg – Lüneburg.
Neben den überregionalen Parteien ist noch das Bürgerforum Barendorf politisch aktiv.

### Gemeinderat
Der Gemeinderat Barendorf setzt sich aus 13 Ratsmitgliedern zusammen, die durch eine Kommunalwahl für jeweils fünf Jahre gewählt.
Bei der Kommunalwahl 2021 ergab sich folgende Sitzverteilung:
- SPD: 5 Sitze
- CDU: 3
- Bürgerforum Barendorf: 3 Sitze
- Grüne: 2 Sitze

Stand: Kommunalwahl vom 12. September 2021

### Bürgermeister
Der ehrenamtliche Bürgermeister ist Jens Könke. Der stellvertretende Bürgermeister ist Glenn Gutzeit.

## Verkehr
Die Bundesstraße 216 Lüneburg – Dannenberg (Elbe) führt direkt durch die Gemeinde. Der Elbe-Seitenkanal liegt am Westrand von Barendorf.

## Persönlichkeiten, die vor Ort gewirkt haben
- Hartwig von Dassel (1861–1933), Konteradmiral der Kaiserlichen Marine
- Cordt von Brandis (1888–1972), Freikorpsführer und Verfasser mehrerer Bücher
- Heinrich Meyer (* 27. Dezember 1895; † 19. Dezember 1974), Ehrenbürgermeister der Gemeinde Barendorf. Die Ernennung erfolgte für ca. 50 Jahre ehrenamtliche Tätigkeit (ab 1923) als Gemeindevorsteher, Dorfschulze, Bürgermeister, Gemeindedirektor und Erster Beigeordneter in seinem Geburtsort.